# Breus Foundation

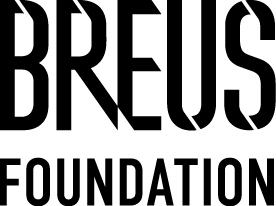

BREUS Foundation (Международный Культурный Фонд BREUS Foundation; старое название — Культурный фонд «Артхроника») — институция, миссией которой являются поддержка и продвижение современного российского искусства в нашей стране и за рубежом. 
Президент МКФ BREUS Foundation

## Проекты МКФ BREUS Foundation
- «Премия  Кандинского» (основана в 2007 году) — независимая российская премия в области современного искусства. Премия поддерживает известных и молодых художников, выявляет арт-тренды. В разные годы лучшие работы российских художников были представлены Фондом на ежегодных выставках в Москве, Берлине, Лондоне и Барселоне. Наряду с британской Премией Тернера (The Turner Prize) и французской Премией Марселя Дюшана (Prix Marcel-Duchamp), Премия Кандинского считается одной из наиболее важных национальных наград в области современного искусства.

- издательская программа BREUS publishing, стартовавшая в 2013 году, специализируется на издании книг по истории и теории современного российского искусства, монографий о современных художниках России.

Уже выпущены книга Екатерины Бобринской «Чужие?»; монография «Борис Орлов»; книги Михаила Ямпольского «Живописный гнозис», удостоенная премии Кандинского (2014) в номинации «Научная работа. История и теория современного искусства», о творчестве художника Гриши Брускина и исследование Валерия Подороги, лауреата премии Кандинского 2015 года, о режиссере Сергее Эйзенштейне.
Основным направлением издательской программы является создание серии монографий "Новые классики", посвященных наиболее известным современным российским художникам, которые уже сегодня по праву могут быть названы «новыми классиками». 
Увидели свет шесть книг: о Борисе Орлове, Эрике Булатове, Михаиле Рогинском, Викторе Пивоварове, Виталии Комаре и Александре Меламиде, Илье и Эмилии Кабаковых. 
Готовятся к изданию книги об Иване Чуйкове, Грише Брускине, Олеге Васильеве, Леониде Сокове, Владимире Янкилевском и других.

## Нереализованные проекты
В апреле 2014 года Фондом был объявлен закрытый конкурс на разработку проекта реставрации и создания Музея современного российского искусства в одном из старейших кинотеатров Москвы и уникальном памятнике архитектуры конструктивизма - кинотеатре «Ударник». Реставрация и создание музея должны были занять 4 года. До конца 2017 года «Ударник» был площадкой, где проходили выставки современных российских художников, ежегодная выставка номинантов и церемония награждения лауреатов «Премии Кандинского», мастер-классы, лекции, круглые столы. В декабре 2017 года было принято решение о закрытии проекта. 

## Награды
Фонд — лауреат IX Государственной премии в области современного искусства «Инновация» в номинации «За творческий вклад в развитие современного искусства» (2014).